# أجاف فرنزوسيني

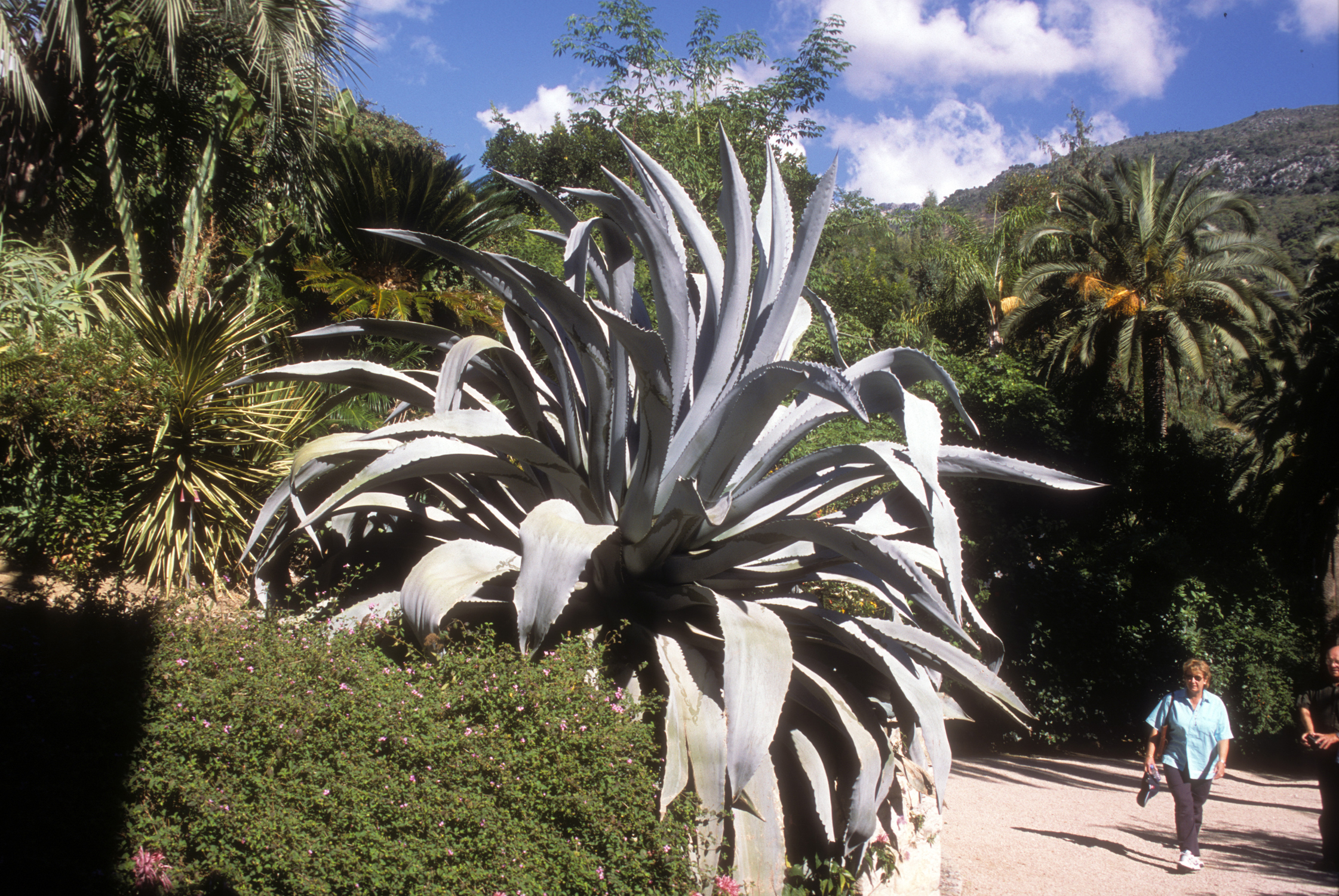

أجاف فرنزوسيني (الاسم العلمي: Agave  franzosinii)، هو نبات ينتمي إلى (فصيلة: Agavoideae).